# Proxyserver
 "Proxy" omdirigeres hertil. For andre betydninger af Proxy, se Proxy (klima).
En proxyserver er et serverprogram der optræder som en stedfortræder på internettet (proxy betyder stedfortræder på latin). Typisk adskiller den et LAN fra et WAN. Der er generelt to formål med at bruge en proxyserver. Den kan gemme en kopi af de data, der hentes, så de senere kan hentes hurtigt, og serveren kan logge trafikken og eventuelt blokere noget af den.
Proxyservere bruges typisk i forbindelse med internetprotokollerne HTTP og FTP, men teknikken kan også anvendes til andre typer trafik. Under alle omstændigheder kender proxyserveren til protokollernes indretning, og kan derfor lave en meget mere fintmasket filtrering end en firewall. Typisk vil der være en firewall under alle omstændigheder. Firewallen skal sikre, at trafikken ikke kan gå uden om proxyen til internettet. Da det er proxyserveren, der etablerer forbindelserne ud på WAN-et, vil den stå som 'afsender' af trafikken, og den oprindelige afsendercomputer vil således være skjult.
De klientprogrammer, der skal etablere en forbindelse til internettet via en proxyserver skal konfigureres til det. Som minimum skal der angives et navn på proxyserveren og et portnummer. Hvis der skal foretages logning og filtrering på brugerniveau, skal man som bruger logge ind på proxyserveren inden forbindelsen kan etableres.

## Omvendt proxy
En såkaldt omvendt proxy bruges til at aflaste en webserver. Forespørgsler til webserveren går via en proxyserver, som gemmer kopier af webserverens indhold. Hvis webserveren både stiller statisk og dynamisk indhold til rådighed, vil proxyserveren kunne tage sig af den statiske del, og dermed aflaste webserveren.

## Åben proxy
En åben proxyserver er indstillet, så alle på Internettet kan bruge den. Dette er som oftest et resultat af fejl i serverens opsætning, men der findes åbne proxyer, der har til formål at give en anonymiseret adgang til internettet. Der findes endda netværk som Tor, til at sikre dette.

## Populære proxyservere
- Squid cache er en populær HTTP proxyserver i UNIX/Linux miljøet.
- Apache HTTP-serveren kan konfigureres til at agere som en proxyserver.
- Wingate er en multiprotokol proxyserver og NAT løsning som kan benyttes til at omdiregere enhver form for trafik på en Microsoft Windows værtscomputer. Den indeholder også funktioner som firewall og emailserver.
- Privoxy er en gratis, open source web proxy med muligheder for beskyttelse af privatlivet ved webadgang.
- Tor – Et proxybaseret anonymiserende Internet-kommunikationssystem.

## Ekstern henvisning
- Introduction to Proxy Servers Arkiveret 8. december 2006 hos  Wayback Machine – introduktion til proxyservere (på engelsk)
- Proxy software and scripts på Curlie (som bygger videre på Open Directory Project)
- Free web-based proxy services på Curlie (som bygger videre på Open Directory Project)
- Free http proxy servers på Curlie (som bygger videre på Open Directory Project)